# Virus de Rocio
Espèce
formes de rang inférieur
- Virus de Rocio

Le virus de Rocio (ROCV) est un arbovirus rattaché à l'espèce Orthoflavivirus ilheusense de la famille des Flaviviridae et du genre Orthoflavivirus, responsable de l'encéphalite de Rocio. Le virus a été isolé la première fois lors d'une épidémie au sud de l'État de São Paulo au Brésil en 1975. Il est nommé d'après le quartier Rocio de la ville d'Iguape.
L'infection, transmise par le moustique Psorophora ferox (en), se caractérise par la survenue de fièvre, de maux de tête, d'un malaise et d'une conjonctivite. Peuvent s'ensuivre une altération de la conscience, des faiblesses musculaires voire un syndrome cérébelleux. Chez un tiers des patients, l'infection conduit à un coma et 10 % meurent. La mortalité est plus importante chez les jeunes enfants et les personnes âgées. Des séquelles neurologiques sont retrouvées chez 20 % des survivants.
Il est génétiquement apparenté avec d'autres arbovirus émergents tels que : le virus du Nil occidental (WNV) ou le virus de l'encéphalite de Saint-Louis (SLEV). C'est un flavivirus qui appartient au grand complexe du virus de l'encéphalite japonaise (JEV).
Parmi d'autres, le virus de Rocio pourrait être utilisé comme arme bactériologique.

### Liens de références
- Arbovirus Catalog : Rocio virus (en)
- (en) NCBI : Rocio virus (taxons inclus)